# Кизлоям
Кизлоям — поселок в Шарлыкском районе Оренбургской области в составе Казанского сельсовета. 

## География
Находится на расстоянии примерно 33 километра по прямой на юг-юго-восток от районного центра села  Шарлык.

## Население
Население составляло 6 человек в 2002 году (русские 100%),  0 по переписи 2010 года.